# Million Dollar Traders
Million Dollar Traders (МФА: [ˈmɪ(l)jən ˈdɑlər ˈtreɪdərz]) — британское реалити-шоу о начинающих трейдерах, выпущенное в начале 2009 года.

## Краткое описание
Шоу отслеживает группу из 8 начинающих трейдеров, торгующих на рынке акций во время событий мирового финансового кризиса 2007—2009 годов, сократившуюся в итоге до 3 человек. Участники — выходцы из различных слоёв общества, включая промоутера боёв, мать-одиночку, вышедшего на пенсию ИТ-инженера, студента и др.
Шоу охватывает события двух месяцев, в течение которых претенденты управляют суммой в $1 млн, выделенной бывшим трейдером Goldman Sachs управляющим хедж-фонда Hampstead Capital Лексом ван Дамом из личных средств. Антон Крайль, профессиональный трейдер и бывший сотрудник Goldman Sachs, Lehman Brothers и JPMorgan Chase, был назначен куратором группы.
Шоу снято кинокомпанией Century Films, состоит из трёх серий и комментируется Эндрю Линкольном. Транслировалось в Великобритании на телеканале BBC Two в 21:00 по понедельникам между 12 и 27 января 2009 года.

## Перечень эпизодов
| Номер эпизода | Название эпизода          | Оригинальное название (англ.) | Содержание | Трансляция |
| ------------- | ------------------------- | ----------------------------- | --- | ---------- |
| 1             | «Сделайте меня трейдером» | «Make Me a Trader»            | Участники знакомятся с офисом и начинают формировать портфели. | 12.01.2009 |
| 2             | «Прибыль и убыток»        | «Profit and Loss»             | Команда всё более осваивается в трейдинге. Один участник покидает шоу.                                                                                                  | 19.01.2009 |
| 3             | «Трейдеры»                | «Traders»                     | Лекс и Антон решают исключить из числа участников Клео. Эмиль, Амит и Сэм покидают шоу, не согласившись с этим решением. Лекс передаёт всю сумму в руки тройки лидеров. | 27.01.2009 |

## Участники
| Имя      | Имя (англ.) | Профессия                             |
| -------- | ----------- | ------------------------------------- |
| Майк     | Mike        | Военный                               |
| Амит     | Amit        | Лавочник                              |
| Саймон   | Simon       | ИТ-инженер                            |
| Клео     | Cleo        | Бывший ветеринар                      |
| Эмиль    | Emile       | Промоутер боёв ММА                    |
| Кэролайн | Caroline    | Предприниматель / Мать-одиночка       |
| Охи      | Ohi         | Студент                               |
| Сэм      | Sam         | Специалист по охране окружающей среды |